# Барьер (повесть)
«Барьер» (болг. Бариерата) — повесть болгарского писателя Павла Вежинова. Повесть впервые издана в 1976 году, переводилась на многие языки, в том числе на русский. На русском языке впервые опубликована в журнале «Иностранная литература» (1978, No 1), в переводе Майи Тарасовой, с предисловием Льва Озерова. В СССР тираж различных изданий превысил 500 000 экземпляров. В 1979 году по тексту снят одноимённый фильм с участием Иннокентия Смоктуновского и Вани Цветковой в главных ролях. Существуют и многочисленные театральные постановки на сюжет повести. За повесть «Барьер»  в 1976 году Павел Вежинов был удостоен Димитровской премии..

## Сюжет
В повести рассказывается о композиторе Антонии, который развёлся с женой и переживает трудный период в жизни. Однажды в одном из ночных ресторанов Софии Антоний встречает необычную девушку по имени Доротея, пережившую глубокую психологическую травму. По мере знакомства Доротея становится приятным собеседником и близким другом Антония, пока не выясняется, что она может летать…